# Pinguy OS
Pinguy OS — бесплатный дистрибутив Linux для компьютеров на базе архитектуры x86, основанный на Ubuntu.

## Общая информация
Pinguy OS — дистрибутив Linux на базе Ubuntu с множеством приложений и настроек, установленных по умолчанию вместо того, чтобы настраивать их самостоятельно. Этот дистрибутив включает zRam и Preload.
Pinguy OS предлагает «множество удобных для пользователя с улучшениями, встроенную поддержку мультимедийных кодеков, и поддержку плагинов браузера. Pinguy OS также включает сильно изменённую графическую оболочку GNOME с расширенными меню, дополнительными панелями и док-панелями, и набор популярных настольных приложений для многих распространённых  задач», сообщает DistroWatch.

## Особенности
В Pinguy OS есть следующие функции:
- Графическая установка;
- GNOME 3 в качестве рабочего стола по умолчанию[8];
- Управление пакетами .deb (установлен Центр приложений Ubuntu и Synaptic);
- Поддержка архитектур x86 и x86-64;
- Поддержка файловых систем ext3, ext4, JFS, ReiserFS, XFS;
- Многоязычный.

## История версий
Pinguy OS имеет следующие релизы:
| Версия | Дата             | Примечания              |
| --- | ---------------- | ----------------------- |
| 10.04 | 8 апреля 2011    | LTS-выпуск              |
| 10.10 | 12 ноября 2010   |                         |
| 10.04.2 | 12 февраля 2011  | Исправленный LTS-выпуск |
| 10.04.3 | 8 мая 2011       | Исправленный LTS-выпуск |
| 11.04.1 | 26 мая 2011      |                         |
| 11.04.1 Mini | 4 июня 2011      |                         |
| Ping-Eee OS 11.04.1                                                                                             | 8 июля 2011      | Создан для нетбуков     |
| 11.10 | 15 ноября 2011   |                         |
| 11.10 Mini | 25 ноября 2011   |                         |
| 12.04 | 17 июня 2012     | LTS-выпуск              |
| 12.10 | 21 ноября 2012   |                         |
| 13.04 | 21 мая 2013      |                         |
| 14.04 Mini | 28 апреля 2014   | LTS-выпуск              |
| 14.04 | 12 мая 2014      | LTS-выпуск              |
| 14.04.3 | 11 сентября 2015 | Исправленный LTS-выпуск |
| 14.04.4 | 3 марта 2016     | Исправленный LTS-выпуск |
| 18.04 | 2 июля 2018      | Последний LTS-выпуск.   |
| 18.04.1 | 5 августа 2018   |                         |
| Легенда:Старая версия, не поддерживаетсяСтарая поддерживаемая версияТекущая версияТестовая версияБудущая версия |                  |                         |

В бета-версиях: 6-месячные выпуски Pinguy OS будут исключать функции, которые будут в финальной LTS-версии.

## Доступность
Pinguy OS доступен так и в x86, так и в x64 версиях.